# Endeffektor

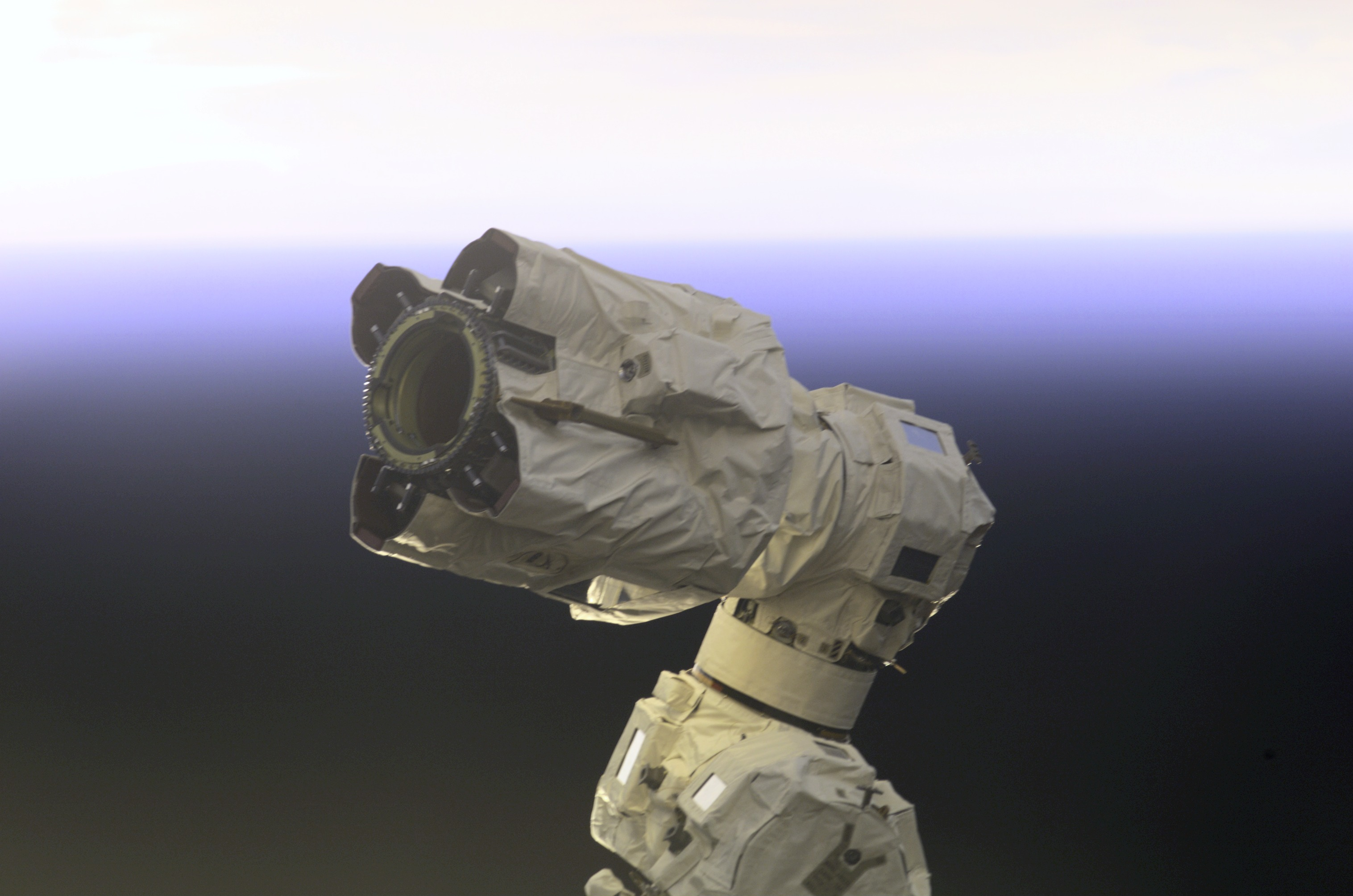
Endeffektor am Multifunktionsroboterarm Canadarm2

Als Endeffektor wird in der Robotik das letzte Element einer kinematischen Kette bezeichnet. Bei Industrierobotern kann es sich hierbei zum Beispiel um eine Einheit zum Schweißen von Autokarosserien oder allgemein um einen einfachen Greifer handeln, bei humanoiden Robotern sind dies beispielsweise die Hände.
Der im englischen als TCP (Tool Center Point) bezeichnete ausgezeichnete Punkt am Ende der kinematischen Kette ist das Zielsystem, für das die aus der gestellten Aufgabe resultierenden Positionieranforderungen gelten. Aufgabenspezifisch kann der TCP dabei auch außerhalb des Roboters liegen, Beispiele wären der Fokus eines gegriffenen Lasers oder auch die Mitte des gerade transportierten Objekts.
Siehe auch:
- Aktor
- Greifsystem
- Manipulator